# Meißner Hochland

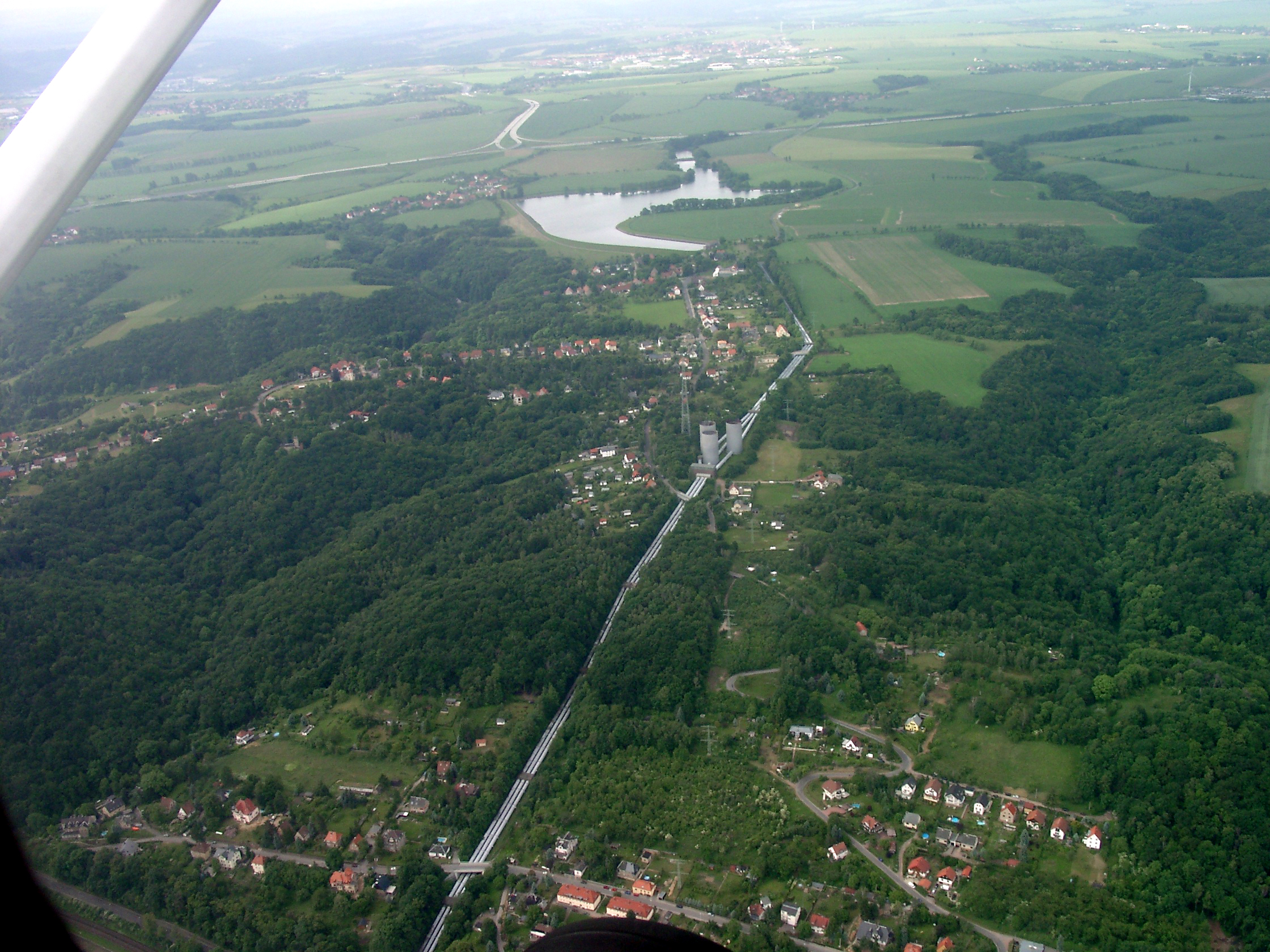
Die Fallrohre des Pumpspeicherwerkes Niederwartha vom Meißner Hochland in den 143 Höhenmeter tieferen Elbtalkessel

Das Meißner Hochland ist eine Landschaft im Übergangsgebiet südlich von Elbtalkessel und Lommatzscher Pflege in Richtung Erzgebirge. Das Meißner Hochland ist Teil des Erzgebirgsvorlands und erstreckt sich von der Region südlich von Meißen bis zum Tharandter Wald und an die Tore Freibergs. Im Osten wird es durch die Linkselbischen Täler begrenzt und schließt die Dresdner Ortschaften Mobschatz, Gompitz und Oberwartha ein. Im vergleichsweise ebenen Gelände befindet sich dort das Autobahndreieck Dresden-West der A 4 und A 17. Der Höhenunterschied zum Elbtal wird in Oberwartha durch das Pumpspeicherwerk Niederwartha ausgenutzt, dessen Oberbecken im Hochland und dessen Unterbecken im Elbland neben der Elbe liegt.

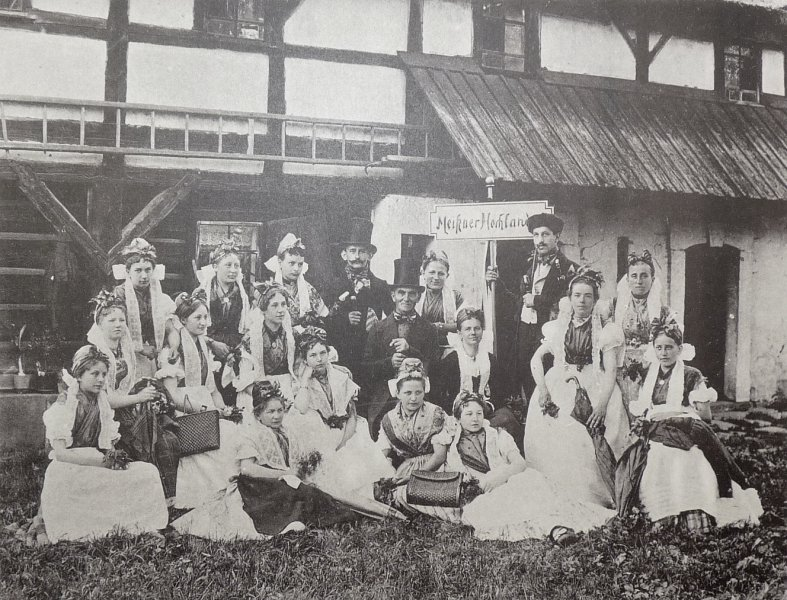
Festtrachten aus dem Meißner Hochland 1897

Das Meißner Hochland liegt in einer Höhenlage von 200–400 m ü NN. Die Region wird hauptsächlich landwirtschaftlich genutzt, erst ab der Höhe Nossen-Siebenlehn-Wilsdruff nehmen Waldflächen deutlich zu und man bemerkt den allmählichen Übergang ins Erzgebirge.
Bis zur Entstehung des Namens Sächsische Schweiz im 18. Jahrhundert wurde das Elbsandsteingebirge auch als Meißner Hochland bezeichnet.